# 蒙扎的皇家别墅

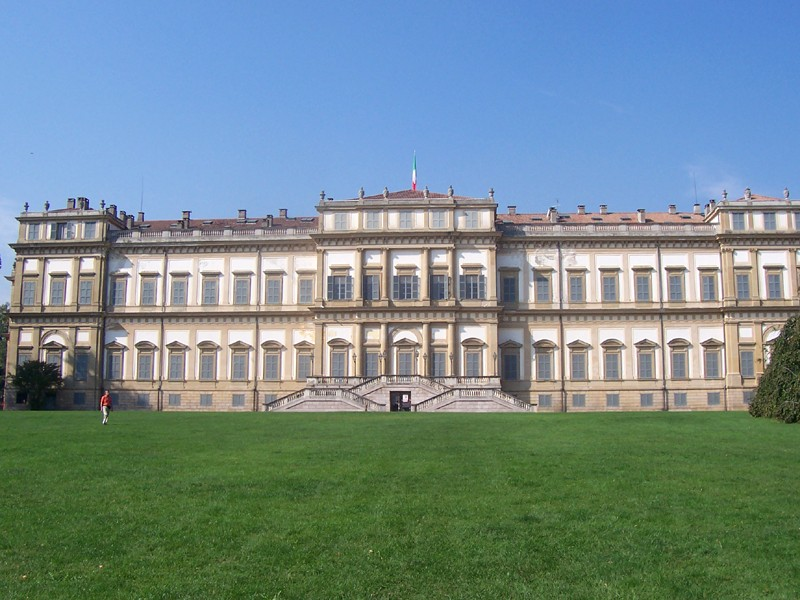
蒙扎的皇家别墅

蒙扎的皇家别墅（義大利語：Villa Reale）是意大利北部蒙扎的一座历史建筑，位于兰布罗河岸，四周环绕着巨大的蒙扎公园（欧洲最大的封闭式公园之一）。它最初兴建于1777年和1780年之间，属于奥地利帝国的斐迪南大公。
皇家别墅内有皇家礼拜堂（Cappella Reale）、马厩、宫廷小剧场（Teatrino di Corte）和橘园等。一楼的房间包括大厅和翁貝托一世夫妇的房间。宫殿前方为英式花园。
1900年，意大利国王翁貝托一世在入口附近遇刺身亡，此后皇家别墅遭王室废弃。长期以来，该建筑仅用于临时展览，没有长期使用者，直至2011年7月23日，四个政府部门入驻。
45°35′36″N 9°16′27″E / 45.593437°N 9.274183°E
Template:Landmarks of Lombardy